# Lustspel
Lustspel kallas ett skådespel av humoristisk eller komisk karaktär. Vardagslivet skildras ofta och munterhet är ett grunddrag i dessa stycken.
Komedi och lustspel är delvis synonyma begrepp och gränsdragningen gentemot farsen är minst sagt flytande.